# Okamžitý nápad
Okamžitý nápad (švédsky Tur & retur) je švédský rodinný film z roku 2003 režírovaný Ellou Lemhagen.

## Děj
Martin a Julia, kteří oba mají rozvedené rodiče, se prvně potkají na letišti, když jedou za tím z rodičů, se kterým nežijí. Zjistí, že si jsou k nerozeznání podobní a vymění se. Martin letí za Juliinou matkou Kicky, Julia letí za Martinovým otcem Torkelem.
Vše by bylo v pořádku, kdyby se Juliina matka Kicki nechtěla vdát. Protože Martin nechce, aby Julia o svatbu svojí matky přišla, přizná se, kdo opravdu je a co se stalo. Kicki se domluví s Torkelem, že se sejdou a děti si vymění a Kicki se může vdát.

## Obsazení
| Amanda Davin        | Martin a Julia (dvojrole)       |
| Jørgen Langhelle    | Torkel, martinův otec           |
| Helena af Sandeberg | Kicki, Juliina matka            |
| Torkel Petersson    | Peter                           |
| Julia Ragnarsson    | My                              |
| Leonard Goldberg    | Joakim                          |
| Henny Moan          | babička                         |
| Bjørn Floberg       | strýček Sverker, Torkelův bratr |
| Sara Lindh          | Sverkerova žena                 |